# Charles A. Pollock
Charles A. Pollock est un paléontologue canadien.
En 1968, il décrit le genre de conodontes Camptognathus (espèce type: Camptognathus conus) de terrains datant du Dévonien supérieur de l'Alberta, au Canada.

## Publications
- (en) Pollock C.A., 1968. Lower Upper Devonian conodonts from Alberta, Canada. Journal of Paleontology, volume 42 (URL stable sur JSTOR), page 429.
- (en) Orr R.W. & Pollock C.A., 1968. Reference Sections and Correlation of Beechwood Member (North Vernon Limestone, Middle Devonian) of Southern Indiana and Northern Kentucky1: Geological notes. AAPG Bulletin, volume 52 (11), pages 2257–2262, DOI 10.1306/5D25C56B-16C1-11D7-8645000102C1865D.
- (en) Pollock C.A., Rexroad C.B. & Nicoll R.S., 1970. Lower Silurian Conodonts from Northern Michigan and Ontario. Journal of Paleontology, volume 44, No. 4 (juillet 1970), pages 743-764 (URL stable sur JSTOR).
- (en) Pollock C.A., 1967. Reference section for the Majeau Lake formation. Canadian Journal of Earth Sciences, 1 October 1967, DOI 10.1139/e67-060.